# 梁田の戦い
梁田の戦い（やなだのたたかい）は、戊辰戦争中の慶応4年3月9日（グレゴリオ暦1868年4月1日）に、下野国足利郡梁田（現在の栃木県足利市）で行われた戦闘である。川村与十郎らの率いる薩摩藩・長州藩・大垣藩の新政府軍と、古屋佐久左衛門率いる旧幕府軍の衝鋒隊が衝突し、新政府軍の勝利に終わった。

## 背景
鳥羽・伏見の戦いに敗れた旧幕府陸軍の第11・12連隊は、それぞれ司令官の佐久間信久と窪田鎮章を失ったまま江戸に帰還した。しかし新政府東山道軍の関東侵入に慷慨し、慶応4年2月5日から7日にかけて、村上長門介の指揮のもと警備の士官数名を射殺し、会津藩に合流すると称して三番町の宿営を脱走した。その数は400名、1,000名以上乃至2,000名など諸説ある。脱走軍は強盗や強姦を繰り返しながら北上し、約半数に減りながらも2月16日に佐久山宿に入って、追手の旧幕府軍および宇都宮・烏山・大田原の各藩兵と対峙した。古屋佐久左衛門は鳥羽・伏見の敗戦後、江戸に帰って英学を講じていたが、この兵力に目をつけて永井蠖伸斎と天野新太郎と共に佐久山に赴くと、西郷頼母と村上を説得し、兵士3名（渡辺謙之助、木村吉九郎、斎藤治三郎）の斬首を条件に脱走軍の赦免を取りつけ、これの指揮官となった。
古屋は370名の脱走兵を率いて2月24日に羽生陣屋に到着、滞在した。しかし勝海舟は、彼らが江戸開城の妨げになることから、古屋に歩兵第6連隊400名と山砲6門、軍用金2,000両を下賜し、信州鎮撫のため中之条陣屋へ向かうよう指示した。この命を受けた古屋は近藤勇（甲陽鎮撫隊）と彰義隊を誘ってその両方から謝絶され、3月1日にやむなく手勢のみで信州へ向け出発した。3月4日には忍藩預りとなっていた脱走兵370名を掌握、また途上では新たに江戸から400名を動員したほか、岩鼻陣屋から旧関東取締出役の渋谷鷲郎率いる70名が合流した。隊名は当初「兵武隊」、のち「衝鋒隊」とした。
衝鋒隊は、高崎方面から中山道を通って東進する新政府東山道軍を避けるため、館林の城下に投宿する事にした。しかし東山道軍は斥候の働きによって衝鋒隊の動向を握っており、岩村精一郎が先手を取って、館林藩へ宿営を拒絶するよう命じた。3月8日、衝鋒隊は羽生陣屋を出て、ひとまず梁田宿へ分宿し、酒宴を開いた。
一方熊谷に達していた東山道軍の先鋒は薩摩・長州・大垣の3藩混成部隊であり、その部隊長の間で意見が分かれた。江戸へ急ぐ薩摩の野津七左衛門・七次兄弟は戸田の渡しへと先行した。一方、同じく薩摩の川村与十郎、長州の梨羽才吉、大垣の長屋益之進ら200余名が熊谷に残った。岩倉総督府では全軍到着を待って攻撃する意向だったが、川村らは独力で梁田の衝鋒隊を突くことにした。その日の午後8時ごろ、3隊は熊谷を発って妻沼付近で利根川を渡り、太田で敵情を偵察後、梁田へ向かった。

## 兵力・編成

### 旧幕府軍衝鋒隊
総兵力900名余、砲7門、引馬10、弾薬100駄
- 幹部
  - 隊長 - 古屋佐久左衛門
  - 副隊長 - 今井信郎
  - 軍監 - 柳田勝太郎
- 第一大隊
- 第二大隊
- 砲隊
  - 砲隊長 - 磯野光太郎

### 新政府東山道軍先鋒
総兵力200名余
- 薩摩藩四番隊（約120名）
  - 隊長 - 川村与十郎
- 長州藩半小隊（約30名）
  - 隊長 - 梨羽才吉
- 大垣藩1小隊および築造兵（約50名）
  - 隊長 - 長屋益之進
  - 火箭砲1門
- このほか座光寺に1小隊があったが、戦闘には間に合わなかった。

## 経過

### 戦闘
3月9日朝、梁田の西2キロほどの上渋垂村に達した新政府軍は、軍議の末、三方から衝鋒隊を包囲して奇襲することにした。日光例幣使街道の南方に長州、道沿いに大垣、その北方に薩摩の兵が進んで、途上で衝鋒隊の斥候2名を撃ち倒し、梁田に肉薄した。その朝は霧が深く、敵に姿を知られることがなかった。
梁田に宿営する衝鋒隊員は前方に少数の斥候を出したほか、前哨は出さず、村の端に少数の哨兵を立てただけで朝食や出発準備に勤しんでいた。
午前7時ごろ街道上で警戒に当たっていた衝鋒隊の隊士を薩摩藩兵が狙撃し、戦端を開いた。布陣を完了していた新政府軍は宿場に猛烈な銃撃を加え、衝鋒隊士を次々に射殺していった。隊士の遺体には、飯櫃の側で死んでいたものや女の帯を締めた状態で見つかったものがあり、油断して遊女を相手に娯楽に耽っていたことが窺えたという。
衝鋒隊の多くの兵は東の渡良瀬川に向かって潰走したが、一部は大砲を道路に引き出し、霰弾を発射して防戦に努めた。古屋佐久左衛門は、歩兵指図役頭取の内田荘司率いる後軍に反撃を命じた。内田隊は宿場の建物十数軒に火を放って敵の側面を突き、一時優位に立ったが、後方を薩摩藩1小隊に絶たれて不利になった。
午前9時過ぎ、衝鋒隊は多くの遺体を残して梁田を総退却し、渡良瀬川堤防において抗戦しつつ渡河を行った。田沼方面へ撤退後葛生に宿泊し、翌10日は出流、永野、粕尾、粟野の山地を渡って鹿沼に至り、徳次郎、藤原を経て会津街道を進み、22日に会津若松に入った。

### 援軍・その他の動き
東山道軍先鋒の座光寺の1小隊は連絡不十分で、8日夜に熊谷を発ったが、道を誤って太田へ向かわず赤岩で利根川を渡ってしまい、本隊に合流できなかった。赤岩付近で夜を明かしたのち、翌朝銃砲音を聞いて梁田へ急進したが戦闘には間に合わず、追撃隊に加わって田沼まで敵を追った。
正午ごろ、東山道軍本隊に戦況不良の誤報が入り、長州の楢崎頼三率いる中隊が援軍として駆けつけたが、到着した時点で戦闘は終了していた。楢崎隊は翌日羽生陣屋へ向かい、忍藩兵を退出させてこれを焼き払ったのち、忍城に対して攻撃態勢を取った。
足利藩では9日、初谷修兵衛から田崎芸へ動員令がかかり、草莽「誠心隊」が善徳寺に集合して非常時に備えた。翌日、田崎ら2名が藩の使者として梁田を訪れると、3藩のものは引き払った後で、残留していた仁正寺藩市橋家の者と面会して帰陣した。

## 被害
衝鋒隊の死者数には諸説ある。戦場に残された死体は113（薩摩藩記録）または104（大垣藩記録）とされるが、旧幕府軍が3月24日に会津若松で行った法要では62名または63名とある。幹部としては軍監柳田勝太郎、歩兵指図役中山振平、野村常三郎、砲隊長磯野光太郎らが戦死した。負傷者は76名または75名で、そのうち7名が梁田郊外で死に、退却途中で重傷の14名が味方によってとどめを刺された。
新政府軍の死者は薩摩2名、長州1名、負傷者は薩摩4名、大垣2名と僅少であった。
梁田宿では寺1宇と民家40軒が焼失し、死者1名、負傷者4名を出した。

## 史跡
（出典: ）

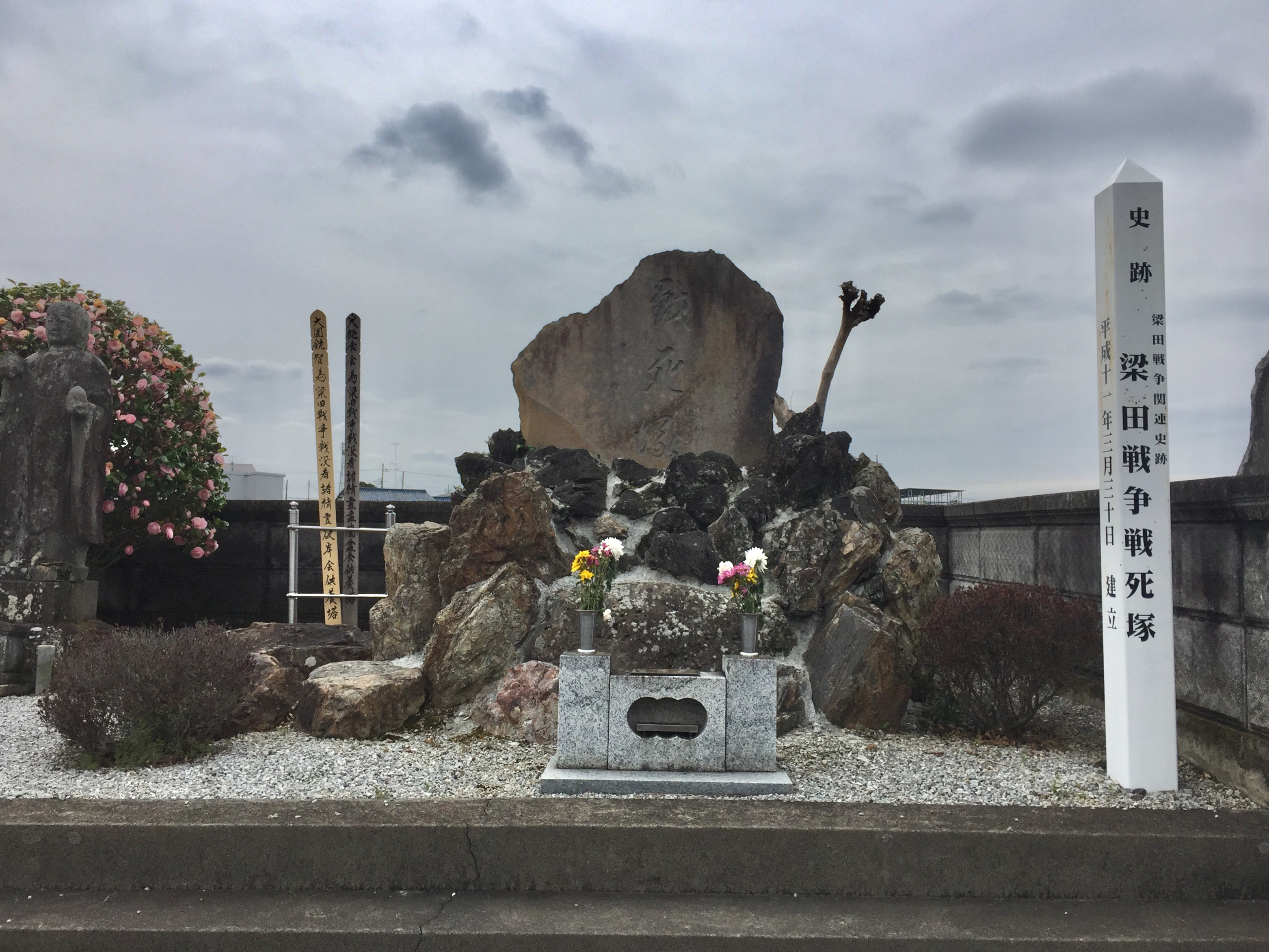
梁田戦争戦死塚
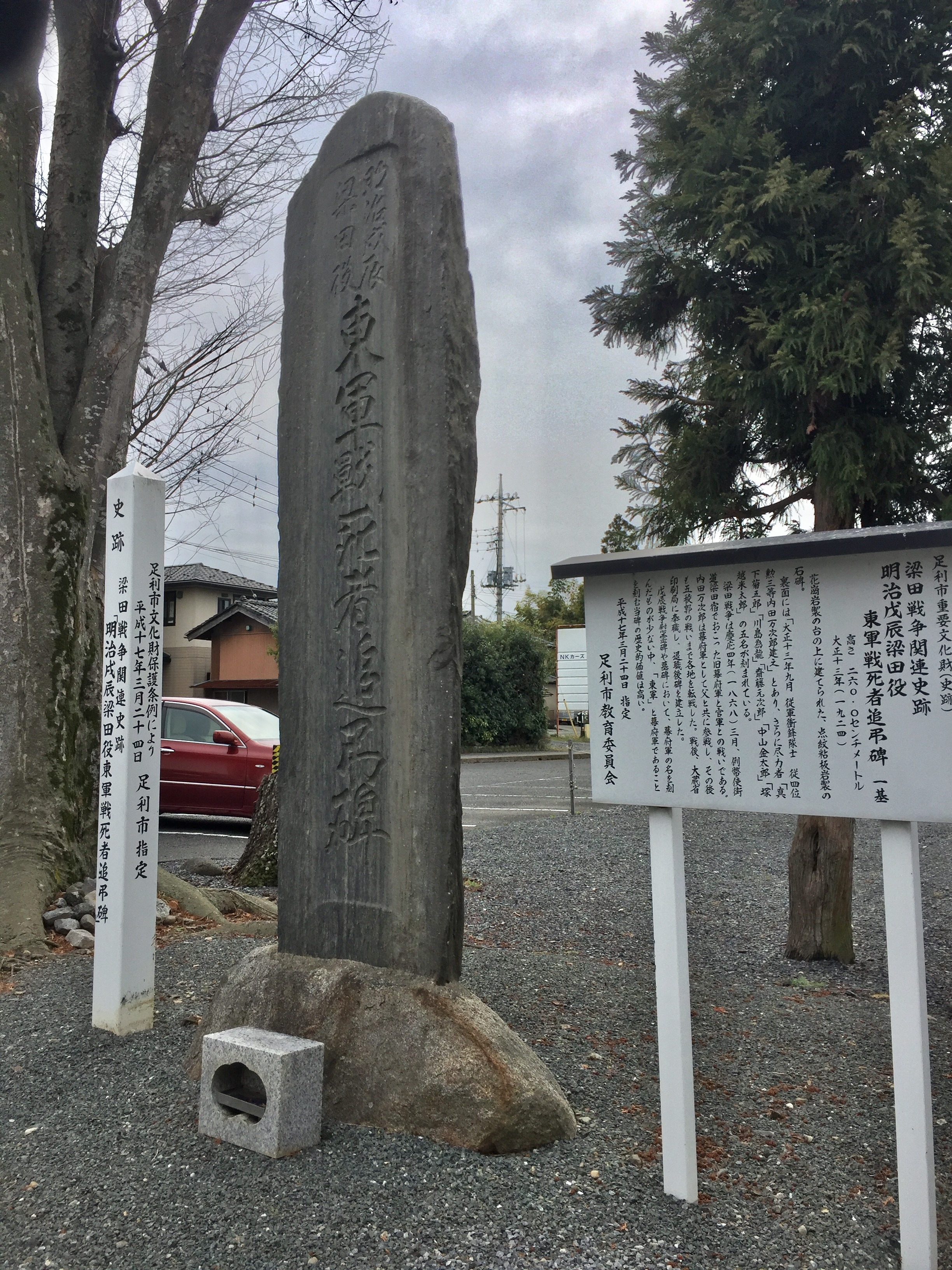
明治戊辰梁田役東軍戦死者追弔碑
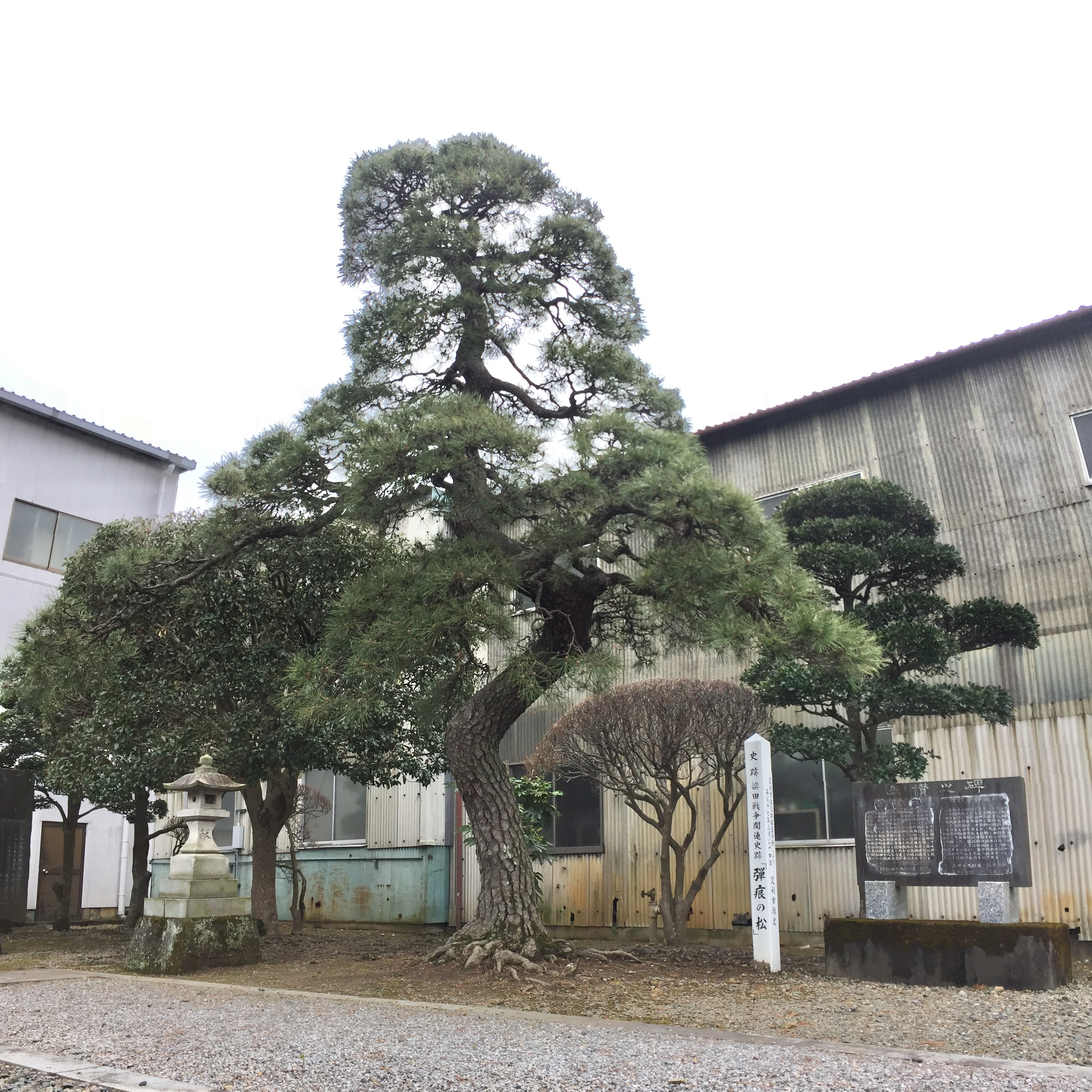
弾痕の松

長福寺（足利市梁田町540）境内。
戦いの直後渡良瀬川の河原に建てられたが、洪水によって損壊したため場所を移された。この洪水のためか、昭和11年（1936年）には渡良瀬川での砂利採取の折、戦死者の白骨が発見された。
石積みの上に石碑を置いたもの。石碑は高さ105cm、幅120cm、厚さ20cm。
- 明治戊辰梁田役東軍戦死者追弔碑

戦死塚と同様、長福寺にある。
衝鋒隊士として戦いに参加した内田万次郎によって大正13年（1924年）9月に建立された。
高さ260cm、幅77cm、厚さ15cm。
- 弾痕の松

梁田公民館（足利市福富町398−2）に所在。
戦いの時、旅籠「中山楼」の庭先にあって被弾した松。梁田村に寄贈され、梁田小学校、梁田町役場と移植を繰り返したのち、現在に至る。
弾痕は32cm×10cmほどで、コンクリートが詰められている。
- 梁田戦争戦死塚
- 明治戊辰梁田役東軍戦死者追弔碑
- 弾痕の松